# Allée des Deux-Trianons
L'allée des Deux-Trianons est une voie de circulation des jardins de Versailles, en France.

## Description
L'allée des Deux-Trianons débute au sud-ouest devant le Grand Trianon, au carrefour avec l'avenue de Trianon et l'allée de la Reine et se termine environ 500 m au nord-est sur l'allée Saint-Antoine[réf. nécessaire].
Elle relie le Petit Trianon au Grand Trianon,,.